# Complexe nautique de Kintélé
 (avril 2025).
Le Complexe nautique de Kintélé, est une infrastructure sportive de 2 000 places assises situé dans le Complexe sportif de la Concorde de Kintele pour l'épreuve de natation  pendant les Jeux africains de 2015